# 隆昌公寓

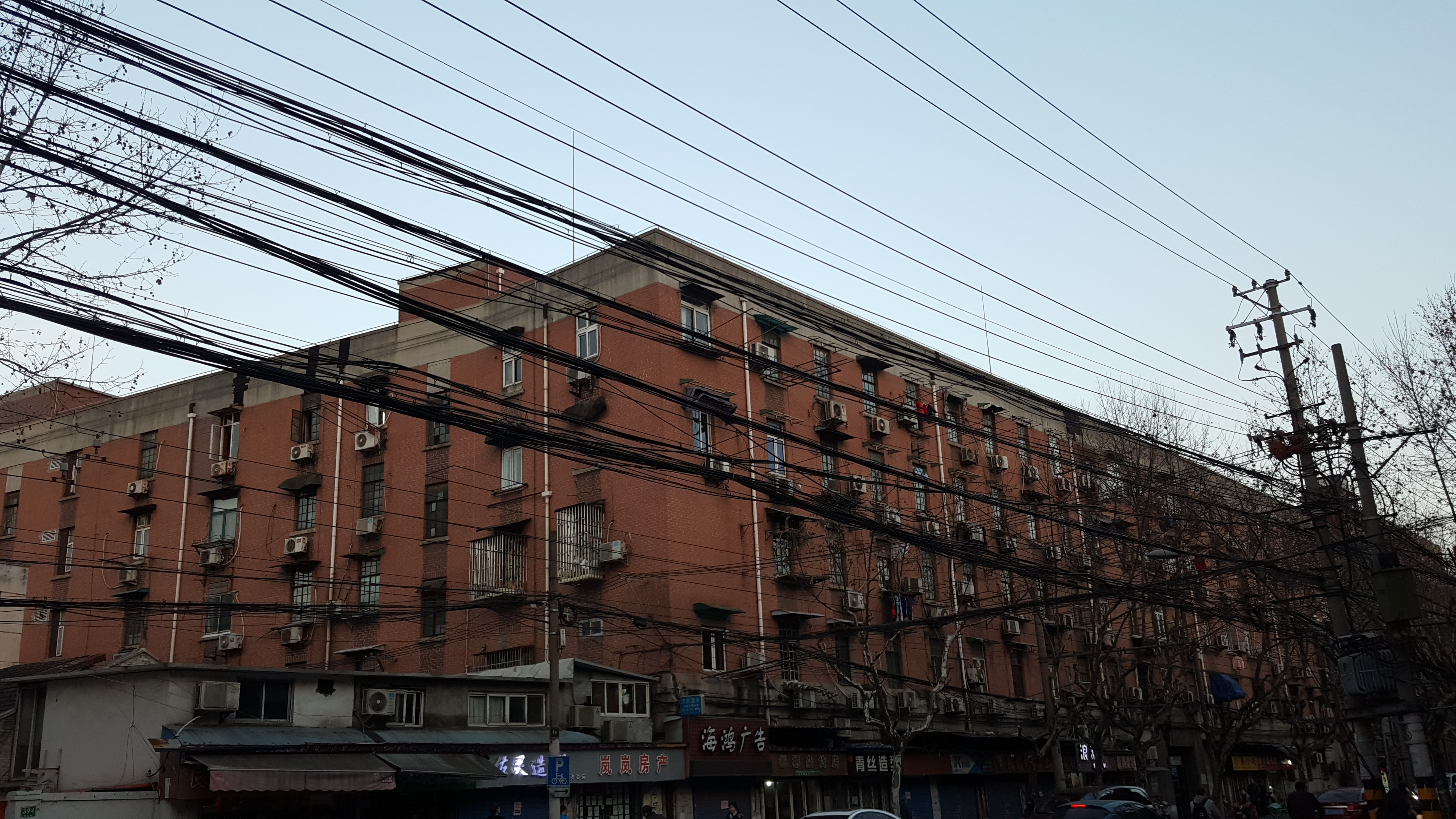
公寓西、北立面外观

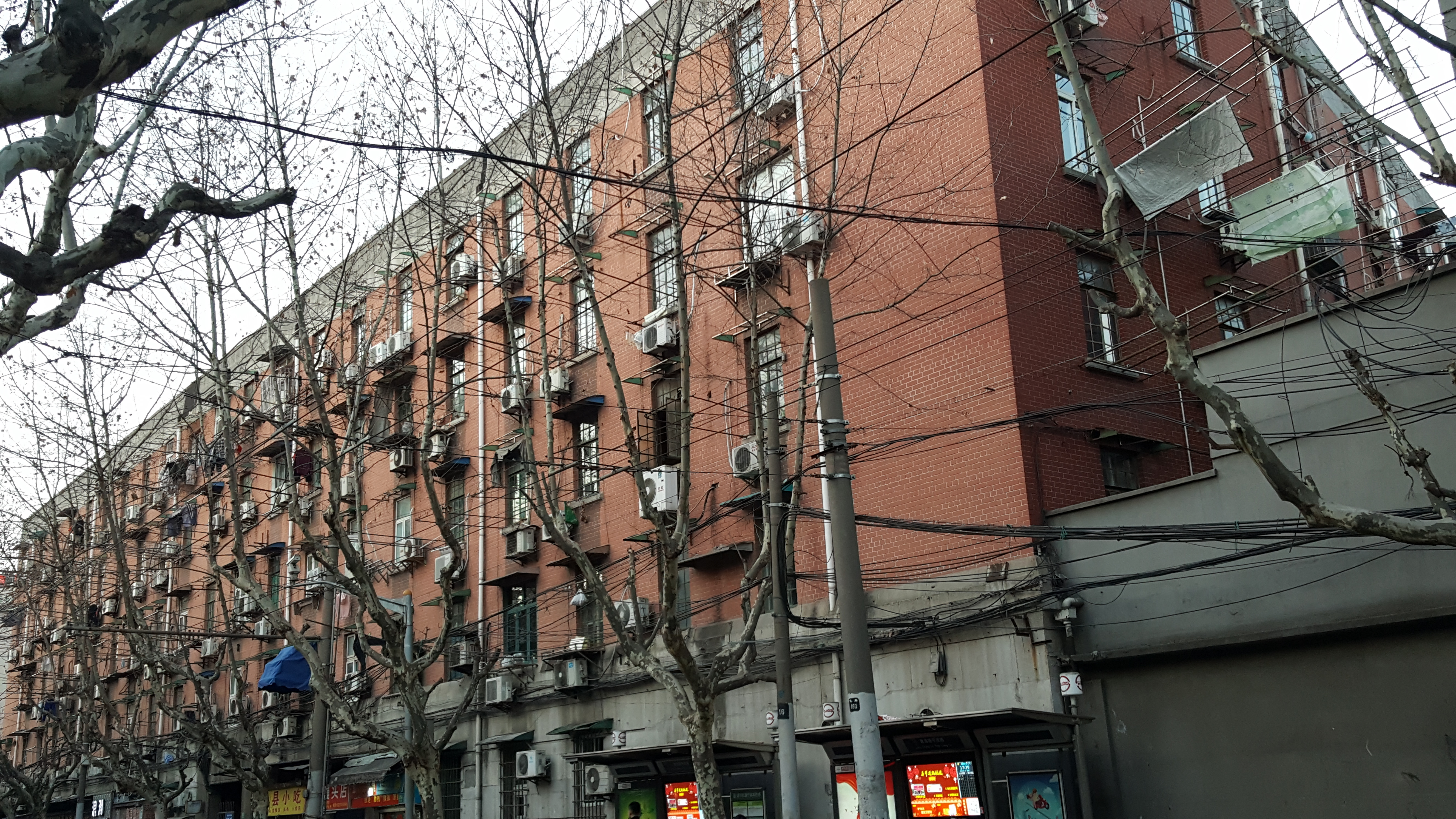
公寓西、南立面外观

隆昌公寓，曾为隆昌路警察公寓、上海市楊浦區公安分局職工宿舍，是一座位于中国上海市杨浦区隆昌路362号的民居建筑，以“住宅”名义列入上海市优秀历史建筑。隆昌公寓建成于1933年，最初是格蘭路捕房的北部院落，用作警员宿舍，后来逐渐演变为一般民宅，成为上海知名的民居建筑。公寓的「回」字形建筑设计与电影《功夫》中的“猪笼城寨”、滑稽戲《七十二家房客》中的民居场景相似，因此引起中国网民关注和讨论。公寓居民的生活景象也吸引摄影爱好者前来取景。

## 历史

### 作为警员宿舍
1880年代，因应杨树浦路一带的人口和车流日渐增加，上海公共租界工部局捕房督察长向董事会提议设立巡捕房，以协助维持治安，该巡捕房名为杨树浦路捕房，于1890年6月落成启用。直到1930年代，工部局决定把杨树浦路捕房重建到格兰路（后改名为隆昌路）与平凉路的转角处；新巡捕房由英国人设计，始建于1932年，后于1933年9月1日落成并投入使用。新巡捕房毗邻格兰路，故常被人们称为格兰路捕房（或称格兰路巡捕房）。格兰路捕房是上海公共租界巡捕房（即警务部门）的办公地点，警员会在此候命，一旦有接到紧急情况通知，就立刻直接冲下楼处理，此外犯人也会被囚禁在捕房内。捕房分为两个院落，南部院落是警员的办公空间，北部院落则用作基层警员的宿舍。北部院落即是隆昌公寓前身，当时一度是全上海市最豪华的公寓。
1943年8月，大日本帝国支持的汪精卫政权控制上海，“收回”公共租界，巡捕房改为警察分局，格兰路捕房因此也成为汪精卫政权的警务建筑；用作宿舍的捕房北部院落则改名为隆昌公寓，成为杨浦区在中华人民共和国成立前的唯一一座公寓，又称为隆昌路警察公寓。1945年日本投降前夕，捕房北部院落曾是中国共产党地下党员活动的地方，他们在院落里张贴支持新四军、支持共产党员刘长胜的政治宣传标语，又把标语从北部院落楼顶晒台上投落到南部院落里面，对警察局带来震慑。
中国在抗日战争胜利后，国民政府重新管治上海，接收汪精卫政权留下的警察机构，其中格兰路捕房被国民政府改为杨树浦警察分局。在上海易手予中共前夕，有中共地下党员到隆昌路警察公寓佯装查询煤气费收缴情况，得到公寓的煤气费收缴登记簿，把登记簿上记录的警官姓名、住址交给上级组织，以便向他们寄送宣传信件。

### 演变为一般民宅
中华人民共和国成立后，杨树浦警察分局改为上海市公安局杨浦分局，隆昌公寓则改为上海市公安局杨浦分局职工宿舍。在这一时期，有些公安人员（即警员）转业到其他机关，公检法机关（公安局、检察院、法院）的领导干部成为隆昌公寓主要居住人群。
文化大革命时期，社会忙于政治斗争，鲜有民居落成，激化了房屋紧张问题，加上公寓住户陆续有子女成家立室，令住宅单位需求急升，隆昌公寓因而大规模分割和加建新单位；当时，隆昌公寓的单位亦反复重新分配，既有人抢房，又有人迁出，有些住户因为政治派别问题而被赶走。
在改革开放后的1980年代，住屋条件改善，不少隆昌公寓住户获分配到新宿舍，并把原有单位出售或出租；另一方面，由于中国住房制度改革，越来越多人在隆昌公寓购买或租住单位，搬进公寓的新居民日益增加，他们大多在附近地区工作或营商，因为公寓租金低廉、交通方便而迁入。公寓逐渐从警察宿舍、公检法干部住房演变为一般民居，四分之一住户是新租住的，而公检法人员只占所有住户的不足三分之一。整座公寓共有250家住户左右，这个住户数目一直保持至今。
1990年代初，随着商品经济在改革开放下进一步发展，隆昌公寓开始出现沿街商店：一些公寓底层住户的单位毗邻街道，其中12户把朝向大街一边的墙壁拆掉，接着把单位改造成店面，用作营商或出租。1994年，部分住户向房产管理局提出申请，要求把12平方米的单位沿街区域改为非居住使用，令隆昌公寓从单纯的民居用途演变为混合功能建筑。
2004年，隆昌公寓成为上海市登记不可移动文物。上海市文物保护部门表示，政府将会对隆昌公寓采取更有效保护措施，并计划适时安排迁走公寓住户，以便保护文物。
到了2010年代，隆昌公寓的住户几乎全部是租客，大部分居民都上了年纪，很多年轻居民已经迁出；较富有的住户早已迁居，单位转为出租予外來打工者。2015年8月17日，隆昌公寓以“住宅”的名义列入第五批上海市优秀历史建筑。公寓的保护情况基本良好，建筑主体仍然稳固。不过，由于缺乏文物保护资金，建筑物外观出现陈旧破损情况。公寓居住条件欠佳，空间挤迫杂乱，被传媒形容为“蜗居”。而且，公寓水电供应的安全问题受到质疑，灭火器已是1965年的产品，亦有天花板出现漏雨情况。由于有安全担忧，隆昌公寓在同年10月进行大规模整修，翌年完工，铁水管更换为塑胶水管，水管线路重新布置，新安装了消防设备，院子路面得到平整，墙壁得到粉刷，公寓外观焕然一新。隆昌公寓位处的定海路街道也为公寓进行了多次整修工程，但鉴于公寓入选优秀历史建筑后禁止擅自改动，这些工程不能改变建筑格局，规模不大，未能显著提升居住条件。
隆昌公寓的建筑设计独特，既像滑稽戲《七十二家房客》的场景，也像《功夫》中的“猪笼城寨”（有说法认为电影就是以隆昌公寓为原型），引起中国大陆网民关注和讨论，不少访客慕名来到公寓参观。公寓居民的生活景象也吸引摄影爱好者前来取景，拍摄公寓的人文景观，因此有传媒把隆昌公寓形容为“网红”。除了民间摄影活动以外，公寓也成为电视剧的取景地。不过，公寓为私人住宅，有告示禁止访客入内拍照。

## 建筑特色

### 基本建筑结构
隆昌公寓是一座现代主义风格的院落式建筑，占地面积3,130平方米，建筑面积10,200平方米，钢混结构，外立面以红砖建成，内院立面则采用混凝土式。公寓楼高五层，自二层起，每层由开敞式走廊环绕。公寓入口朝向隆昌路，处于西南侧。公寓的建筑结构呈筒圆形，仿如罗马斗兽场，土灰色楼房包围着中央约1,140平方米的院子，形成井状，俯视的话就像“回”字型。南北两侧有两个扶梯，各分为左右两个通道（中间为水泥基座，设有不锈钢扶手），宽约2.2米，设有灯光照明，居民称之为“白扶梯”；东西两侧也有两个扶梯，宽约1.4米，较“白扶梯”狭窄，大约足以让六人并行，夜间也没有灯光，居民称之为“黑扶梯”。公寓设有两座电梯，各占地5.5平方米。
公寓每层的西北、东北、西南三面均设有男女厕所。每个楼层的四角位置都各有一个垃圾口，设有连接至地面的垃圾管道，居民可以直接在楼上丢垃圾到地面的垃圾箱。

### 结构变动

#### 1950年代前
民国时期的隆昌公寓设有大概114个单位，其中13个是供外国巡捕入住的单人宿位，12个是供华人或外国巡捕携眷入住的宿位，一幢楼房专用作华人巡捕宿舍，一幢楼房专用作印度籍巡捕宿舍。每个单位约有40平方米，均为两房一厅，另设有厨房和储藏室各一间；每个单位都备有壁橱、橱柜等家具（一些单位设有浴缸），天花板与墙壁接合处有线脚作装饰。西北面单位分别采用两种稍微不同的户型；西南面单位、东北面单位基本上采用一样的户型，不过有些单位稍微比较大。
院落东面的一排楼房不用作住宿，而是用作公共设施，例如食堂、锅炉房、洗衣间、衣物烘干间、倒马桶间、洗澡间、医疗卫生室等，供所有住客使用，院落内也设有马厩和车库。为了方便警员往返办公空间，宿舍设有门洞和楼梯间，可直通用作办公的南部院落。

#### 1950至60年代
隆昌公寓在1950年代的建筑格局基本承袭自过往，没有巨大变动，警员宿舍时期的公共设施、门洞、楼梯都保留下来。不过，每个单位本来只容纳一户人家，在1949年后改为容纳两户人家；于是，各单位一分为二，用一面墙壁间开，变成两个一房一厅的单位。公共设施亦有改动，东南面楼房部分公共设施的功能与数量因应需求而有所更改，部分公共设施停用并改建为住房单位，公寓电梯停用，同时公寓内新开设了托儿所和幼儿园。门洞两侧设立商店，公寓居民、在警局办公的警员都可以到此购物。

#### 文化大革命至1980年代
隆昌公寓的建筑格局在1969年后出现大规模变动：因应住房需求大幅上升，住宅单位大量拆分，例如公寓第五层便从21个单位拆分成39个。为了提供更多居住空间，公寓的公共浴室、倒马桶间、电梯空间被拆除后改建为住宅单位，而食堂其后也被改为住宅，最终几乎所有公共设施都已经被拆除改建，只有厕所得以保留下来。

#### 1980年代后
1980年代后，隆昌公寓住户众多，以致空间狭小，单位排得密密麻麻。有些居民为了扩大居住空间而在走廊加建房屋，也有些住户在走廊搭建洗澡房、炉灶、水池等生活设施，或者把家里的厨房搬到走廊，令公寓走廊非常狭窄，只能让一个人通过。有一处走廊本来有2.2米宽，后来因为居民占用而只剩不足0.6米宽。公寓的住户密度很高，远超于建筑物承载能力，这情况被城市规划学者王伟强形容为“破坏性使用”。
随着时间推移，隆昌公寓日渐出现违章建筑。2000年前后，公寓的违章建筑被大规模拆除，但居民出于实际生活需要，过一段时间后又重新搭建，加上监管困难，令违章建筑禁之不绝，政府最终只好默许既有状态。
2010年前后，上海市公安局楊浦分局彻底封闭隆昌公寓与分局之间的通道，令两座建筑此后完全分离。

## 社区生活
《中国日报》形容，隆昌公寓的邻里关系甚佳，住户之间大多都互相交好。居民们经常来到单位外的走廊上做家务，因此易于与邻居碰面，邻舍之间有很多机会闲谈交流，往來频繁。公寓中间的院子很是热闹，居民们喜欢到院子里晾衣、闲聊、喝茶、下棋、休息、游玩。公寓里有糕点师傅、理发师傅这些老商贩经营生意，很受老人欢迎，清晨时间也有贩夫在卖早点。在春节的时候，居民们会同时从楼房里把爆竹扔到院子上燃放。